# Catocala omphale
Catocala omphale là một loài bướm đêm trong họ Erebidae.